# باميلا بريتون (كاتبة)
باميلا بريتون (بالإنجليزية: Pamela Britton)‏ (1971)؛ روائية أمريكية.